# دهستان سیلامبی
دهستان سیلامبی (به لاتین: Silambi Gewog) یک دهستان در کشور بوتان است که در ناحیهٔ مونگار واقع شده‌است.